# Liste der Baudenkmale in Gnoien
In der Liste der Baudenkmale in Gnoien sind alle denkmalgeschützten Bauten der Stadt Gnoien (Mecklenburg-Vorpommern) und ihrer Ortsteile aufgelistet (Stand 10. Februar 2021).

## Legende
In den Spalten befinden sich folgende Informationen:
- ID-Nr: Die Nummer wird von den Denkmalämtern der Landkreise vergeben. Wenn sie nicht bekannt ist, bleibt die Spalte leer. In dieser Spalte kann sich zusätzlich das Wort Wikidata befinden, der entsprechende Link führt zu Angaben zu diesem Denkmal bei Wikidata.
- Lage: die Adresse des Denkmales und die geographischen Koordinaten.
Link zu einem Kartenansichtstool, um Koordinaten zu setzen. In der Kartenansicht sind Denkmale ohne Koordinaten mit einem roten bzw. orangen Marker dargestellt und können in der Karte gesetzt werden. Denkmale ohne Bild sind mit einem blauen bzw. roten Marker gekennzeichnet, Denkmale mit Bild mit einem grünen bzw. orangen Marker.
- Bezeichnung: Bezeichnung, so wie sie in den offiziellen Listen der Denkmalämter steht. Ein Link hinter der Bezeichnung führt zum Wikipedia-Artikel über das Denkmal. Wenn die Bezeichnung der Denkmalämter inhaltlich fehlerhaft ist, ist in der Spalte „Beschreibung“ darauf hinzuweisen.
- Beschreibung: Beschreibung des Denkmales
- Bild: ein Bild des Denkmales und gegebenenfalls einen Link zu weiteren Fotos des Denkmals im Medienarchiv Wikimedia Commons

## Baudenkmale nach Ortsteilen

### Gnoien
| ID   | Lage                          | Bezeichnung | Beschreibung | Bild |
| ---- | ----------------------------- | --- | --- | --- |
| 0618 | Alte Kirchenstraße 3 (Karte)  | Wohnhaus | | |
| 0619 | Am Bahnhof 1 (Karte)          | Wohnhaus | | |
| 0620 | Am Bahnhof 3 (Karte)          | Wohnhaus | | |
| 0621 | Am Bahnhof                    | Kriegerdenkmal 1914/18                                                                                             | | Kriegerdenkmal 1914/18                                                                                             |
| 0622 | Am Kirchenplatz 10 (Karte)    | Pfarrhof, mit Pfarrhaus und Scheune                                                                                | | |
| 0623 | Am Kirchenplatz (Karte)       | Schule | | |
| 0624 | Am Markt 11 (Karte)           | Rathaus | 2-gesch. Bauwerk von 1898/99 im Neorenaissancestil mit Giebeln als Mittelrisalit und Walmdach, Sockelgeschoss mit Quaderputz, Obergeschoss mit Klinkerfassade, um 2000 renoviert                                      | Rathaus |
| 0625 | Am Markt 1 (Karte)            | Wohn- und Geschäftshaus                                                                                            | | |
| 0626 | Am Markt 7 (Karte)            | Wohnhaus und zwei Fachwerk-Wirtschaftsgebäude                                                                      | | |
| 0627 | Sandsoot 1 (Karte)            | Wohnhaus | | |
| 0628 | Am Sandsoot 1 (Karte)         | Bahnhof mit Empfangsgebäude, Gepäckabfertigung, Bahnmeisterei und Speicher an der Eisenbahnstrecke Teterow -Gnoien | 2-gesch. Klinkerbau mit Walmdach, 1-gesch Anbauten | Bahnhof mit Empfangsgebäude, Gepäckabfertigung, Bahnmeisterei und Speicher an der Eisenbahnstrecke Teterow -Gnoien |
| 0629 | Bobbiner Chaussee             | Gedenkstätte für die jüdischen Opfer des Nationalsozialismus                                                       | | |
| 0630 | Bobbiner Chaussee (Karte)     | Scheunenviertel mit 16 Scheunen                                                                                    | | |
| 0631 | Friedensstraße 80 (Karte)     | Wohn- und Geschäftshaus und Speicher                                                                               | | |
| 0632 | Friedensstraße 1 (Karte)      | Mühlenkomplex mit Speicher dat. 1823, Speicher um 1880, Verwaltungsgebäude, Silo und Schornstein                   | Speicher 2019 trotz Denkmalschutz abgerissen | |
| 0633 | Friedensstraße 3 (Karte)      | Wohnhaus | | |
| 0635 | Friedensstraße 5 (Karte)      | Wohn- und Geschäftshaus                                                                                            | | |
| 0636 | Friedensstraße 8 (Karte)      | Gebäudekomplex, mit Wohnhaus, Hintergebäude, ehem. Stall und Wirtschaftsgebäude                                    | | |
| 0637 | Friedensstraße 14 (Karte)     | Wohnhaus mit Hintergebäude                                                                                         | | |
| 0638 | Friedensstraße 17 (Karte)     | Wohnhaus | | |
| 0639 | Friedensstraße 28 (Karte)     | Wohnhaus | | |
| 0641 | Friedensstraße 30 (Karte)     | Torhaus an der alten Kirchenstraße                                                                                 | | |
| 0643 | Friedensstraße 32 (Karte)     | Stall und Torhaus an der Alten Kirchenstraße                                                                       | | |
| 0644 | Friedensstraße 33 (Karte)     | Post | 2-gesch., 5-achsiger Klinkerbau von um 1900 mit Satteldach und Uhraufbau, früher Post, heute Wohn- und Geschäftshaus                                                                                                  | Post |
| 0645 | Friedensstraße 37 (Karte)     | Wohn- und Geschäftshaus mit Hintergebäude                                                                          | | |
| 0646 | Friedensstraße 38 (Karte)     | Wohnhaus | | |
| 0647 | Friedensstraße 41 (Karte)     | Wohn- und Geschäftshaus und Wirtschaftsgebäude                                                                     | | |
| 0649 | Friedensstraße 48 (Karte)     | Wohnhaus | | |
| 0640 | Friedensstraße 49 (Karte)     | Haustür | | |
|      | Friedensstraße 58 (Karte)     | ehem. Hotel mit Saalanbau                                                                                          | | |
| 0653 | Friedensstraße 60 (Karte)     | Wohnhaus | | |
| 0654 | Friedensstraße 66 (Karte)     | Wohnhaus und 2 Wirtschaftsgebäude im Hof                                                                           | | |
| 0655 | Teterower Straße (Karte)      | Friedhof, alter, mit Torhaus, drei Mausoleen bzw. Familiengräbern (Namen unbekannt) und Grabstelle Schütt          | | |
| 0656 | Bobbiner Chaussee (Karte)     | Friedhof, neue Gedenkstätte für die im Kapp-Putsch Gefallenen                                                      | 1-gesch. Klinkerbau mit Satteldach | Friedhof, neue Gedenkstätte für die im Kapp-Putsch Gefallenen                                                      |
| 0658 | Heegerstraße 35 (Karte)       | Wohnhaus | | |
| 0659 | Heegerstraße 60 (Karte)       | Wohnhaus | | |
| 0661 | Hornburgstraße 18 (Karte)     | Wohnhaus mit Wirtschaftsgebäude                                                                                    | | |
| 0665 | Hornburgstraße 26 (Karte)     | ehem. 2. Pfarrhaus und Wirtschaftsgebäude                                                                          | | |
| 0667 | Hornburgstraße 36 (Karte)     | Hintergebäude | | |
| 0668 | Hornburgstraße 48 (Karte)     | Wohn- und Geschäftshaus und Wirtschaftsgebäude                                                                     | | |
| 0669 | Jungfernstraße 13 (Karte)     | Wohnhaus | | |
| 2329 | Jungfernstraße 27 (Karte)     | Wohnhaus | | |
| 0672 | Jungfernstraße 30 (Karte)     | Wohnhaus mit Wirtschaftsgebäude                                                                                    | | |
| 0673 | Jungfernstraße 31 (Karte)     | Haustür im Anbau                                                                                                   | | |
| 0674 | Jungfernstraße 34 (Karte)     | Wohnhaus | | |
| 0675 | Jungfernstraße 38 (Karte)     | Wohnhaus mit Wirtschaftsgebäude                                                                                    | | |
| 0676 | (Karte)                       | Kirche St. Marien                                                                                                  | Frühgotischer Backsteinbau mit 2-jochigem Chor (13. Jh.), 2-schiffigem Langhaus (14. Jh.) und quadr. 4-gesch. Westturm von 1445 mit Pyramidenhelm, Flügelaltar von um 1510/20, Kanzel aus dem 16. Jh., Orgel von 1859 | Kirche St. Marien                                                                                                  |
| 0731 | Koppelweg 5b (Karte)          | Windmühle, Erd-Holländer-Mühle                                                                                     | | Windmühle, Erd-Holländer-Mühle                                                                                     |
| 0677 | Koppelweg 8 (Karte)           | Wohnhaus | | |
| 0678 | Koppelweg 7a (Karte)          | Speicher | | |
| 0679 | Marstallstraße 22 (Karte)     | Wohnhaus | | |
| 0680 | Marstallstraße (Karte)        | ehem. Gaswerk (Turnhalle)                                                                                          | | |
| 0682 | Münzstraße 11 (Karte)         | Wohnhaus | | |
| 0683 | Münzstraße 27 (Karte)         | ehem. Ackerbürgerhaus mit Wohnhaus und Wirtschaftsgebäude                                                          | | |
| 0684 | Rosenstraße 8 (Karte)         | Wohnhaus | | |
| 0685 | Scharfrichterstraße 5 (Karte) | Wohnhaus | | |
| 0692 | Teichstraße 9 (Karte)         | Gesellschaftshaus                                                                                                  | | |
| 0698 | Teichstraße 23 (Karte)        | Wohnhaus und Wirtschaftsgebäude                                                                                    | | |
| 0699 | Teichstraße (Karte)           | Transformatorenhaus (Ecke Teterower Straße)                                                                        | | |
| 0700 | Teterower Straße 1 (Karte)    | Wohn- und Geschäftshaus                                                                                            | | |
| 0701 | Teterower Straße 2 (Karte)    | Speicher | | |
| 0705 | Teterower Straße 9 (Karte)    | Wohnhaus | | |
| 0706 | Teterower Straße 10 (Karte)   | Haustür | | |
| 0708 | Teterower Straße 11a (Karte)  | ehem. Amtsgericht                                                                                                  | 2-gesch. neoklassizistischer Putzbau von 1879 mit mittlerem Portalgiebel und Mansarddach; früher Amtsgericht, heute Amtsgebäude                                                                                       | ehem. Amtsgericht                                                                                                  |
| 0709 | Teterower Straße 11b (Karte)  | Schule | 2-gesch. sanierter Putzbau von 1860 mit Mittelrisalit und Walmdach, heute Grundschule Johann-Wolfgang v. Goethe | Schule |
| 0710 | Teterower Straße 13 (Karte)   | Wohn- und Geschäftshaus                                                                                            | | |
| 0711 | Teterower Straße 22 (Karte)   | Wohn- und Geschäftshaus                                                                                            | | |
| 0716 | Teterower Straße 35 (Karte)   | Wohnhaus | | |
| 0718 | Teterower Straße 52 (Karte)   | Wohnhaus | | |
| 0719 | Teterower Straße 54 (Karte)   | Wohnhaus | | |
| 0720 | Teterower Straße 56 (Karte)   | Wohnhaus | | |
| 0721 | Teterower Straße 58 (Karte)   | Wohnhaus | | |
| 0722 | Teterower Straße 68 (Karte)   | Wohnhaus und Speicher                                                                                              | | |
| 0723 | Töpferstraße 4 (Karte)        | Wohnhaus und Speicher                                                                                              | | |
| 0724 | Vogelsang 15 (Karte)          | Villa | | |
| 0725 | (Karte)                       | Wasserturm am südlichen Stadtrand                                                                                  | | Wasserturm am südlichen Stadtrand                                                                                  |
| 0727 | Wettringer Straße 3 (Karte)   | Wohnhaus | | |
| 0728 | Wettringer Straße 6 (Karte)   | Wohnhaus | | |
| 0729 | Wettringer Straße 9 (Karte)   | Wohnhaus | | |
| 0730 | Wettringer Straße 15 (Karte)  | Wohnhaus | | |

### Dölitz
| ID   | Lage                                        | Bezeichnung | Beschreibung | Bild |
| ---- | ------------------------------------------- | --- | ------------ | --- |
| 0592 | Dölitz 4                                    | Wohnhaus |              | |
| 0593 | Dölitz 62 (Karte)                           | Gutsanlage, mit Gutshaus (Nr. 62), Park, Gedenkstein, Gärtnerhaus (Nr. 12), Stall mit Stellmacherei (Nr. 11/15), Stall (Nr. 16), Stall (Nr. 48), Scheune (Nr. 61), Bauernhaus (Nr. 50) |              | Gutsanlage, mit Gutshaus (Nr. 62), Park, Gedenkstein, Gärtnerhaus (Nr. 12), Stall mit Stellmacherei (Nr. 11/15), Stall (Nr. 16), Stall (Nr. 48), Scheune (Nr. 61), Bauernhaus (Nr. 50) |
| 0594 | zwischen Dölitz und Abzweigung nach Dalwitz | Meilenstein |              | |

### Kranichshof
| ID   | Lage                         | Bezeichnung | Beschreibung | Bild |
| ---- | ---------------------------- | ----------- | ------------ | ---- |
| 0808 | Kranichshof 11/12/13 (Karte) | Stall       |              |      |

## Ehemalige Denkmäler

### Gnoien
| ID | Lage                           | Bezeichnung                                                                           | Beschreibung                                                                        | Bild |
| -- | ------------------------------ | ------------------------------------------------------------------------------------- | ----------------------------------------------------------------------------------- | ---- |
|    | Friedensstraße 4               | Wohnhaus                                                                              |                                                                                     |      |
|    | Friedensstraße 29 (Karte)      | Wirtschaftsgebäude mit Torfahrt an der Seite Töpferstraße                             | 2-gesch. Putzbau; Apotheke seit 1758; eingreifender Umbau 1927, Sanierung nach 1995 |      |
|    | Friedensstraße 31              | Wohnhaus mit Wirtschaftsgebäude an der Töpferstraße                                   |                                                                                     |      |
|    | Friedensstraße 45 (Karte)      | Wohn- und Geschäftshaus und Fachwerk-Hintergebäude                                    |                                                                                     |      |
|    | Friedensstraße 58 (Karte)      | ehem. Hotel mit Saalanbau                                                             |                                                                                     |      |
|    | Heegerstraße 10 (Karte)        | Wirtschaftsgebäude                                                                    |                                                                                     |      |
|    | Hornburgstraße 1 (Karte)       | Wohnhaus                                                                              |                                                                                     |      |
|    | Hornburgstraße 19 (Karte)      | Wohnhaus                                                                              |                                                                                     |      |
|    | Hornburgstraße 21 (Karte)      | Wohnhaus                                                                              |                                                                                     |      |
|    | Hornburgstraße 23 (Karte)      | Wohnhaus und Wirtschaftsgebäude                                                       |                                                                                     |      |
|    | Hornburgstraße 28 (Karte)      | Wohnhaus                                                                              |                                                                                     |      |
|    | Mühlenstraße 6 (Karte)         | Wohnhaus                                                                              |                                                                                     |      |
|    | Scharfrichterstraße 12 (Karte) | Wohnhaus                                                                              |                                                                                     |      |
|    | Scharfrichterstraße 14 (Karte) | Wohnhaus                                                                              |                                                                                     |      |
|    | Scharfrichterstraße 15 (Karte) | Wohnhaus                                                                              |                                                                                     |      |
|    | Schulstraße 3/4 (Karte)        | Wohnhaus                                                                              |                                                                                     |      |
|    | Schulstraße 5/6 (Karte)        | Wohnhaus                                                                              |                                                                                     |      |
|    | Schulstraße 13 (Karte)         | Wohnhaus                                                                              |                                                                                     |      |
|    | Teichstraße 16 (Karte)         | Wohnhaus mit Schuppen                                                                 |                                                                                     |      |
|    | Teichstraße 17 (Karte)         | Wohnhaus mit Schuppen                                                                 |                                                                                     |      |
|    | Teichstraße 18 (Karte)         | Wohnhaus mit Schuppen                                                                 |                                                                                     |      |
|    | Teichstraße 20 (Karte)         | Wohnhaus mit Schuppen                                                                 |                                                                                     |      |
|    | Teichstraße 21 (Karte)         | Wohnhaus mit Schuppen                                                                 |                                                                                     |      |
|    | Teterower Straße 3 (Karte)     | Wohn- und Geschäftshaus                                                               |                                                                                     |      |
|    | Teterower Straße 5 (Karte)     | Wohn- und Geschäftshaus                                                               |                                                                                     |      |
|    | Teterower Straße 7 (Karte)     | Wohnhaus und Hintergebäude                                                            |                                                                                     |      |
|    | Teterower Straße 8 (Karte)     | Wohnhaus                                                                              |                                                                                     |      |
|    | Teterower Straße 11 (Karte)    | Wohnhaus                                                                              |                                                                                     |      |
|    | Teterower Straße 24 (Karte)    | Wohnhaus                                                                              |                                                                                     |      |
|    | Teterower Straße (Karte)       | Wohnhaus                                                                              |                                                                                     |      |
|    | Teterower Straße 28 (Karte)    | Wohnhaus                                                                              |                                                                                     |      |
|    | Teterower Straße 32 (Karte)    | Wohnhaus, Hintergebäude und Wirtschaftsgebäude                                        |                                                                                     |      |
|    | Teterower Straße 37 (Karte)    | ehem. Eisengießerei und Maschinenfabrik mit Werkstatt, großer und kleiner Fabrikhalle |                                                                                     |      |
|    | Wasserwerk                     | vor dem südlichen Ortseingang                                                         |                                                                                     |      |

### Kranichshof
| ID | Lage                | Bezeichnung | Beschreibung | Bild |
| -- | ------------------- | ----------- | --- | ---- |
|    | Kranichshof (Karte) | Gutshaus    | 1-gesch. Putzbau mit 2-gesch. Zwerchgiebel, Gut u. a. der Familien von Lehsten (1775–1786), Kremer (1792–1855), Graf von Behr-Negendank (1903/06) und Walter (bis 1930) |      |

## Quelle
Denkmalliste des Landkreises Rostock A ‐ Z (Stand: 10. Februar 2021; PDF, 497 KB)